# Tinggar (Curug)
Tinggar is een bestuurslaag in het regentschap Serang van de provincie Banten, Indonesië. Tinggar telt 5149 inwoners (volkstelling 2010).